# De nordrussiske højder
De nordrussiske højder (russisk: Северные Увалы, tr. Severnyje Uvaly) er et 600 km langt højdedrag i den nordvestlige del af Rusland med højeste punkt 294 moh.
De nordrussiske højder strækker sig fra midt for Uralbjergene i øst til de afsluttes mod det vidstrakte dalområde i tilknytning til øvre Volga i sydvest. De ligger syd for Det nordrussiske lavland og er en del af Den østeuropæiske slette. Landskabet i de tyndt befolkede nordrussiske højder er slebet og formet af ismassene under istiden og kendetegnes af skovbevoksede bakker, bjergtoppe, nåleskov og moser.
Højderne danner vandskellet mellem afvandingsområderne for Nordlige Dvina i nord og Volga i syd. Mod nord løber Dvinas bifloder Sukhona, Jug, Luza, Sysola og Vytjegda, og mod syd og Volga løber Kama, Vjatka, Moloma, Vetluga og Unzja.
59°46′35″N 45°23′53″Ø / 59.7764°N 45.3981°Ø